# TV Verdade
TV Verdade é uma rede de televisão brasileira religiosa sediada em Lambari, no interior de Minas Gerais. A emissora pertence a organização cristã Membros da Igreja de Deus Internacional  sediada nas Filipinas. O canal foi fundado em dezembro de 2009 e possui uma programação voltada aos falantes da língua portuguesa em países da América Central e do Sul, e atualmente retransmite parte da programação da Rede Minas.
A TV Verdade vai ao ar 24 horas por dia, 7 dias por semana via satélite Star One D2 em países da América do Sul e satélite SES-4 que também cobre países da América do Sul como redundância, incluindo outras nações da América do Norte, Europa e Norte da África. 
Seus estúdios estão localizados em uma instalação de transmissão, uma garagem transformada em estúdio improvisado em Florianópolis, Santa Catarina, Brasil; compartilhada com outras emissoras de televisão do MCGI, TV La Verdad e The Truth Channel. 
É conhecido por sua transmissão de O Caminho Antigo (Inglês: The Old Path, Tagalog: Ang Dating Daan), o programa religioso mais antigo nas Filipinas, apresentado pelo televangelista internacional Bro. Eli Soriano e Kuya Daniel Razon da Membros da Igreja de Deus Internacional.

## Transmissão

### Via satélite
A programação da TV Verdade é transmitida via satélite em sinal aberto para os países da América Central e do Sul pelo satélite Star One D2 e, também, para os países da América do Sul, como redundância, incluindo outras nações da América do Norte, Europa e Norte da África pelo satélite SES-4.
| Satélite    | Canal      | Banda    | Posição | Frequência | Polarização    | SR        | Cobertura                                              |
| ----------- | ---------- | -------- | ------- | ---------- | -------------- | --------- | ------------------------------------------------------ |
| Star One D2 | TV Verdade | Banda C  | 70,0° W | 4105 MHz   | Vertical (V)   | 3200-5/6  | América do Sul                                         |
| Star One D2 | TV Verdade | Banda Ku | 70,0° W | 11780 MHz  | Horizontal (H) | 29900-2/3 | América do Sul                                         |
| SES-4       | TV Verdade | Banda C  | 22° W   | 3974 MHz   | Esquerda (L)   | 3200-5/6  | América do Sul América do Norte Europa Norte da África |

### Afiliadas
| Grupo                            | Emissora     | Cidade                        | UF      | Canal  | Prefixo |
| -------------------------------- | ------------ | ----------------------------- | ------- | ------ | ------- |
| Sistema Liberdade de Comunicação | TV Liberdade | Aracaju / Barra dos Coqueiros | Sergipe | 3 (32) | —       |

### Retransmissoras

#### Acre
| Cidade          | Canal  |
| --------------- | ------ |
| Cruzeiro do Sul | 30 UHF |

#### Alagoas
| Cidade      | Canal       |
| ----------- | ----------- |
| Igreja Nova | 46 (19 UHF) |

#### Bahia
| Cidade                 | Canal       |
| ---------------------- | ----------- |
| Boquira                | 18 (34 UHF) |
| Cruz das Almas         | 24 UHF      |
| Juazeiro               | 46 (27 UHF) |
| Luiz Eduardo Magalhães | 22 UHF      |

#### Espírito Santo
| Cidade       | Canal  |
| ------------ | ------ |
| Nova Venécia | 33 UHF |

#### Goiás
| Cidade    | Canal  |
| --------- | ------ |
| Goianésia | 48 UHF |
| Itumbiara | 49 UHF |

#### Mato Grosso do Sul
| Cidade       | Canal  |
| ------------ | ------ |
| Campo Grande | 51 UHF |

#### Minas Gerais
| Cidade               | Canal Analógico | Canal Digital |
| -------------------- | --------------- | ------------- |
| Barbacena            | 45 UHF          | —             |
| Divinópolis          | 19 UHF          | —             |
| Governador Valadares | —               | 48 (44 UHF)   |
| Juiz de Fora         | —               | 33 UHF        |
| Montes Claros        | 50 UHF          | —             |
| Patos de Minas       | 19 UHF          | —             |
| Poços de Caldas      | 31 UHF          | —             |
| Teófilo Otoni        | 33 UHF          | —             |
| Uberaba              | —               | 48 UHF        |
| Varginha             | 30 UHF          | —             |

#### Pará
| Cidade | Canal  |
| ------ | ------ |
| Belém  | 46 UHF |
| Marabá | 35 UHF |

#### Paraíba
| Cidade    | Canal Analógico | Canal Digital           |
| --------- | --------------- | ----------------------- |
| Guarabira | 49 UHF          | 49 UHF (em implantação) |
| Patos     | 50 UHF          | —                       |
| Sousa     | 49 UHF          | —                       |

#### Paraná
| Cidade                    | Canal Analógico | Canal Digital           |
| ------------------------- | --------------- | ----------------------- |
| Campo Mourão              | —               | 32 UHF                  |
| Castro                    | 38 UHF          | —                       |
| Cianorte                  | —               | 24 UHF                  |
| Cornélio Procópio         | —               | 40 UHF                  |
| Dois Vizinhos             | 31 UHF          | —                       |
| Guarapuava                | 15 UHF          | —                       |
| Jacarezinho               | 24 UHF          | 24 UHF (em implantação) |
| Laranjeiras do Sul        | 15 UHF          | —                       |
| Londrina                  | —               | 29 (36 UHF)             |
| Maringá                   | —               | 38 UHF                  |
| Morretes                  | 38 UHF          | —                       |
| Palmas                    | 40 UHF          | —                       |
| Paranaguá                 | 38 UHF          | —                       |
| Paranavaí                 | —               | 46 UHF                  |
| Pato Branco               | 29 UHF          | —                       |
| Pinhão                    | 38 UHF          | 41 UHF                  |
| Prudentópolis             | 49 UHF          | —                       |
| Quedas do Iguaçu          | 40 UHF          | —                       |
| Santa Terezinha de Itaipu | —               | 48 UHF                  |
| Santo Antônio da Platina  | 38 UHF          | —                       |
| São Mateus do Sul         | 28 UHF          | —                       |
| Tibagi                    | 38 UHF          | —                       |
| Umuarama                  | —               | 39 UHF                  |

#### Pernambuco
| Cidade         | Canal analógico | Canal digital |
| -------------- | --------------- | ------------- |
| Gravatá        | 21 UHF          | —             |
| Nazaré da Mata | 21 UHF          | —             |
| Serra Talhada  | 23 UHF          | 26 UHF        |

#### Rio Grande do Norte
| Cidade | Canal  |
| ------ | ------ |
| Natal  | 49 UHF |

#### Rio Grande do Sul
| Cidade         | Canal  |
| -------------- | ------ |
| Alegrete       | 39 UHF |
| Venâncio Aires | 42 UHF |

#### Roraima
| Cidade    | Canal  |
| --------- | ------ |
| Boa Vista | 24 UHF |

#### Santa Catarina
| Cidade    | Canal  |
| --------- | ------ |
| Concórdia | 49 UHF |
| Itajaí    | 47 UHF |
| Lages     | 38 UHF |

#### Sergipe
| Cidade   | Canal  |
| -------- | ------ |
| Aracaju  | 40 UHF |
| Neópolis | 46 UHF |